# کلایو برانت
کلایو برانت (انگلیسی: Clive Brunt؛ زادهٔ ۲۷ ژانویهٔ ۱۹۷۲) بازیگر اهل بریتانیا است.
از فیلم‌ها یا مجموعه‌های تلویزیونی که وی در آن‌ها نقش داشته‌است، می‌توان به خیابان کورونیشن، پوآرو، افسانه تارزان و دامبو اشاره نمود.